# International Megan's Law to Prevent Child Exploitation and Other Sexual Crimes Through Advanced Notification of Traveling Sex Offenders
Aux États-Unis, la loi International Megan's Law to Prevent Child Exploitation and Other Sexual Crimes Through Advanced Notification of Traveling Sex Offenders (« Loi de Megan internationale pour la prévention de l'exploitation des enfants et d'autres crimes sexuels via un système avancé de notification sur le voyage des auteurs d'infraction sexuelle ») abrégée H.R. 515, est une réglementation à l'échelle fédérale qui oblige, entre autres, à apposer un « identifiant unique » visuel sur les passeports des personnes condamnées pour infraction sexuelle contre un mineur. La loi impose aussi aux auteurs de ces infractions de prévenir les autorités 21 jours avant tout voyage à l'étranger. Elle est promulguée par le président Barack Obama le 8 février 2016. Elle entre en vigueur le 31 octobre 2017.

## Contexte
Après le meurtre de Megan Kanka dans le New Jersey en 1994, la loi de Megan (nom informel) prévoit la création de fichiers des auteurs d'infractions sexuelles, dont les organismes chargés de l'application des lois doivent accorder l'accès au public. Chaque État américain choisit quelles informations sont accessibles au public et de quelle manière elles circulent. Les renseignements habituellement proposés sont le nom du délinquant, sa photo, son adresse, les dates de son incarcération et la nature du crime ou délit. Cette information est généralement accessible sur des sites internet publics mais elle peut aussi figurer dans des journaux, des pamphlets ou d'autres supports.

## Clauses
La loi H.R. 515 impose d'informer les autres pays, via l'Operation Angel Watch (en), quand un auteur américain d'infraction sexuelle voyage sur leur territoire. Le secrétaire d'État des États-Unis peut aussi décider d'imposer des limites ou des restrictions sur les déplacements à l'étranger des délinquants sexuels condamnés. Enfin, le projet de loi demande au président de s'efforcer d'obtenir un échange de procédés symétrique avec les pays tiers, afin que les États-Unis sachent quand un délinquant sexuel étranger veut voyager sur leur sol.

## Vote et conséquences
Le projet le loi est d'abord présentée sous le nom de International Megan's Law to Prevent Demand for Child Sex Trafficking, qui prévoit de prévenir les gouvernements étrangers quand un citoyen américain figurant sur le registre des auteurs d'infraction sexuelle contre un mineur est sur le point de voyager vers leur pays, ; adopté par la Chambre des représentants des États-Unis, le projet ne convainc pas le Sénat.
La nouvelle mouture du projet de loi est proposée en décembre 2015 ; le 114e congrès des États-Unis y apporte un amendement.
HR 515 est votée par les deux chambres du 114e congrès des États-Unis le 2 février 2016 et signée par Barack Obama le 8 février 2016,.
La loi entre en vigueur le 31 octobre 2017. Dès lors, le département d'État commence à inscrire sur les passeports concernés : « le détenteur de ce passeport a été condamné pour un crime sexuel contre un mineur et il est enregistré comme délinquant sexuel conformément à la Section 212b(c)(l) du code 22 des États-Unis ». Ce message étant trop long pour l'espace disponible sur un passeport ordinaire, la loi entraîne comme conséquence que les délinquants sexuels ne peuvent obtenir, et détenir, que la version les passeports les plus détaillés et les plus onéreux.